# Verizon Tennis Challenge
Verizon Tennis Challenge – męski turniej tenisowy wchodzący w skład rozgrywek ATP World Tour, rozgrywany w latach 1985–2001.
Początkowo rywalizacja odbywała się w 1985 i 1986 roku Fort Myers na kortach twardych, następnie w latach 1987–1991 w Orlando, a od 1992 roku do 2001 roku w Atlancie na nawierzchni ziemnej.

## Mecze finałowe

### gra pojedyncza mężczyzn
| Atlanta    |                      |                      |                     |
| Rok        | Zwycięzca            | Finalista            | Wynik               |
| 2001       | Andy Roddick         | Xavier Malisse       | 6:2, 6:4            |
| 2000       | Andrew Ilie          | Jason Stoltenberg    | 6:3, 7:5            |
| 1999       | Stefan Koubek        | Sébastien Grosjean   | 6:2, 6:2            |
| 1998       | Pete Sampras         | Jason Stoltenberg    | 6:7(2), 6:3, 7:6(4) |
| 1997       | Marcelo Filippini    | Jason Stoltenberg    | 7:6(2), 6:4         |
| 1996       | Karim al-Alami       | Nicklas Kulti        | 6:3, 6:4            |
| 1995       | Michael Chang        | Andre Agassi         | 6:2, 6:7(6), 6:4    |
| 1994       | Michael Chang        | Todd Martin          | 6:7(4), 7:6(4), 6:0 |
| 1993       | Jacco Eltingh        | Bryan Shelton        | 7:6(1), 6:2         |
| 1992       | Andre Agassi         | Pete Sampras         | 7:5, 6:4            |
| Orlando    |                      |                      |                     |
| Rok        | Zwycięzca            | Finalista            | Wynik               |
| 1991       | Andre Agassi         | Derrick Rostagno     | 6:2, 1:6, 6:3       |
| 1990       | Brad Gilbert         | Christo Van Rensburg | 6:2, 6:1            |
| 1989       | Andre Agassi         | Brad Gilbert         | 6:2, 6:1            |
| 1988       | Andriej Czesnokow    | Miloslav Mečíř       | 7:6, 6:1            |
| 1987       | Christo Van Rensburg | Jimmy Connors        | 6:3, 3:6, 6:1       |
| Fort Myers |                      |                      |                     |
| Rok        | Zwycięzca            | Finalista            | Wynik               |
| 1986       | Ivan Lendl           | Jimmy Connors        | 6:2, 6:0            |
| 1985       | Ivan Lendl           | Jimmy Connors        | 6:3, 6:2            |

### gra podwójna mężczyzn
| Atlanta    |                                    |                                    |               |
| Rok        | Zwycięzcy                          | Finaliści                          | Wynik         |
| 2001       | Mahesh Bhupathi Leander Paes       | Rick Leach David Macpherson        | 6:3, 7:6(7)   |
| 2000       | Ellis Ferreira Rick Leach          | Justin Gimelstob Mark Knowles      | 6:3, 6:4      |
| 1999       | Patrick Galbraith Justin Gimelstob | Todd Woodbridge Mark Woodforde     | 5:7, 7:6, 6:3 |
| 1998       | Ellis Ferreira Brent Haygarth      | Alex O’Brien Richey Reneberg       | 6:3, 0:6, 6:2 |
| 1997       | Jonas Björkman Nicklas Kulti       | Scott Davis Kelly Jones            | 6:2, 7:6      |
| 1996       | David Wheaton Christo Van Rensburg | Bill Behrens Matt Lucena           | 7:6, 6:2      |
| 1995       | Sergio Casal Emilio Sánchez        | Jared Palmer Richey Reneberg       | 6:7, 6:3, 7:6 |
| 1994       | Jared Palmer Richey Reneberg       | Francisco Montana Jim Pugh         | 4:6, 7:6, 6:4 |
| 1993       | Paul Annacone Richey Reneberg      | Todd Martin Jared Palmer           | 6:4, 7:6      |
| 1992       | Steve DeVries David Macpherson     | Mark Keil Dave Randall             | 6:3, 6:3      |
| Orlando    |                                    |                                    |               |
| Rok        | Zwycięzcy                          | Finaliści                          | Wynik         |
| 1991       | Luke Jensen Scott Melville         | Nicolás Pereira Pete Sampras       | 6:7, 7:6, 6:3 |
| 1990       | Scott Davis David Pate             | Alfonso Mora Brian Page            | 6:3, 7:5      |
| 1989       | Scott Davis Tim Pawsat             | Ken Flach Robert Seguso            | 7:5, 5:7, 6:4 |
| 1988       | Guy Forget Yannick Noah            | Sherwood Stewart Kim Warwick       | 6:4, 6:4      |
| 1987       | Sherwood Stewart Kim Warwick       | Paul Annacone Christo Van Rensburg | 2:6, 7:6, 6:4 |
| Fort Myers |                                    |                                    |               |
| Rok        | Zwycięzcy                          | Finaliści                          | Wynik         |
| 1986       | Andrés Gómez Ivan Lendl            | Peter Doohan Paul McNamee          | 7:5, 6:4      |
| 1985       | Ken Flach Robert Seguso            | Sammy Giammalva Jr. David Pate     | 3:6, 6:3, 6:3 |